# Hausen (Nunatak)
Der Hausen (norwegisch für Schädel, englisch Hausen Nunatak) ist ein rund 500 m hoher Nunatak im ostantarktischen Kempland. Er ragt an der Nordflanke des Seaton-Gletschers auf.
Norwegische Kartographen, die auch die Benennung vornahmen, kartierten ihn 1946 anhand von Luftaufnahmen der Lars-Christensen-Expedition 1936/37.